# Dmitri Guerassimov

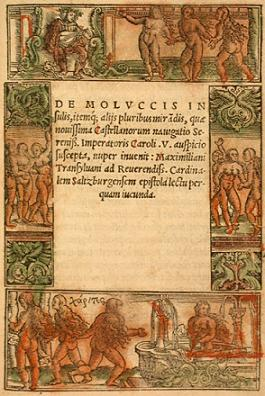
Frontispice de la première édition de De Moluccis Insulis, récit de Maximilianus Transylvanus dont le traducteur le plus probable en slavon d'église était Dmitri Guerassimov.

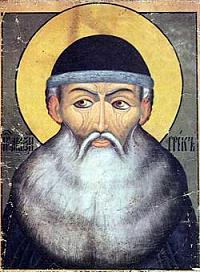
Maxime le Grec.

Dmitri Guerassimov (en russe : Дмитрий Герасимов, connu également sous les noms Demetrius Erasmius, Mitia le traducteur et Dmitri l'érudit; né vers 1465 et mort après 1535) est un traducteur, diplomate et philologue russe ; il a transmis les premières informations concernant la grande-principauté de Moscou aux érudits de la  Renaissance comme Paul Jove et Sigmund von Herberstein.
Né probablement à Novgorod, il avait un frère aîné également scribe, le moine Gerasim Popovka. Dans sa jeunesse, il fait des études en Livonie, où il apprend le latin et l'allemand. Puis il entre au service de l'archevêque Gennade de Novgorod (où son frère est hiérodiacre) ; en 1489 il travaille comme scribe : il transcrit les ouvrages d'Athanase d'Alexandrie pour le monastère de Kirillo-Belozersky.
Guerassimov utilise ses connaissances pour traduire des textes religieux, y compris les commentaires de Jérôme sur la Vulgate, les commentaires sur le psautier compilés par Brunon de Wurtzbourg, et quelques pamphlets destinés à combattre l'hérésie des Judaïsants ; il travaille également comme interprète dans des ambassades des grands princes moscovites auprès de l'empereur Maximilien, en Prusse, en Suède et au Danemark. 
En avril 1525 il est lui-même envoyé comme ambassadeur auprès du pape Clément VII quand le grand duc  Vassili III exprime le désir, en réponse à un message du pape, de rejoindre la ligue anti-ottomane. Pendant son séjour à Rome, Guerassimov transmet à Paul Jove des informations détaillées sur la géographie de la Russie et des pays nordiques. Ces informations sont compilées par Jove dans un ouvrage séparé et ultérieurement mis en cartes par Battista Agnese à Venice ; elles constituent un modèle pour la plupart des cartes du tsarat de Russie au XVIe siècle. Guerassimov revient à Moscou en juillet 1526.
Guerassimov a également traduit les « Ars grammatica » de Ælius Donatus, en juxtaposant la grammaire du latin au slavon d'église et proposant une terminologie pour la grammaire du slavon. Il a été un éminent collaborateur de l'humaniste grec Michael Trivolis, appelé Maxime le Grec, qui a travaillé en Russie. Maxime le Grec arrive à Moscou en 1518 venant du mont Athos ; il a été chargé de la traduction de textes théologiques du grec en slavon d'église. Pour l'aider, Dmitri Guerassimov et Vlas Ignatov (ru) lui sont affectés. Les traducteurs parlaient entre eux en latin (Guerassimov et Ignatov ne connaissaient pas le grec, Maxime le Grec n'avait pas encore appris les langues slaves) ; le latin a servi comme langue intermédiaire dans la traduction elle-même (Maxime traduit en latin, Guerassimov et Ignatov du latin vers le slavon d'église). Les travaux ont lieu au monastère des miracles de Moscou.
Il est généralement admis que Guerassimov est le traducteur en russe de « La lettre de Maximilianus Transylvanus » qui relate le voyage de Magellan.